# Túnel de Viella

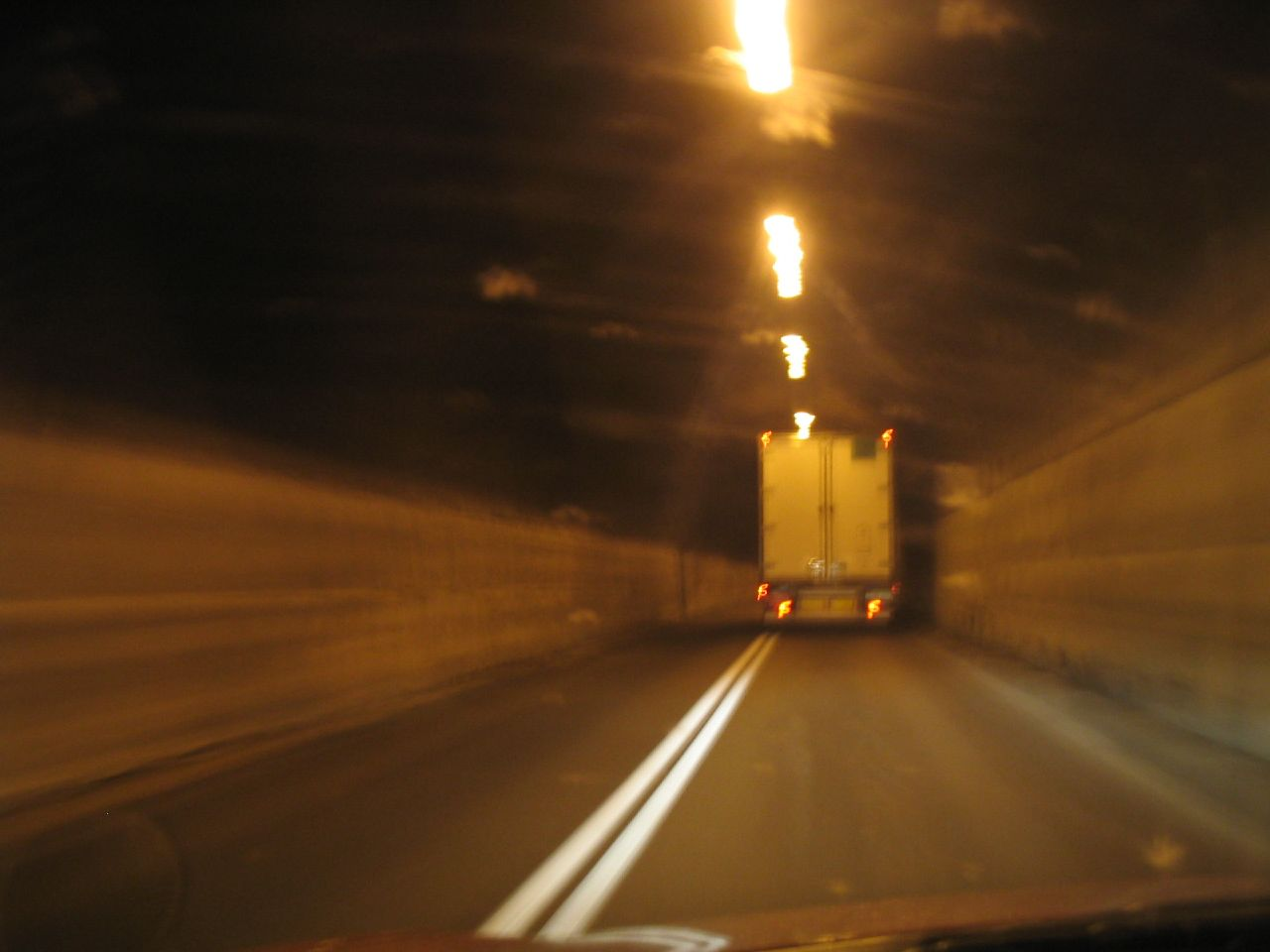
Imatge de 2005 de l'interior de l'antic túnel

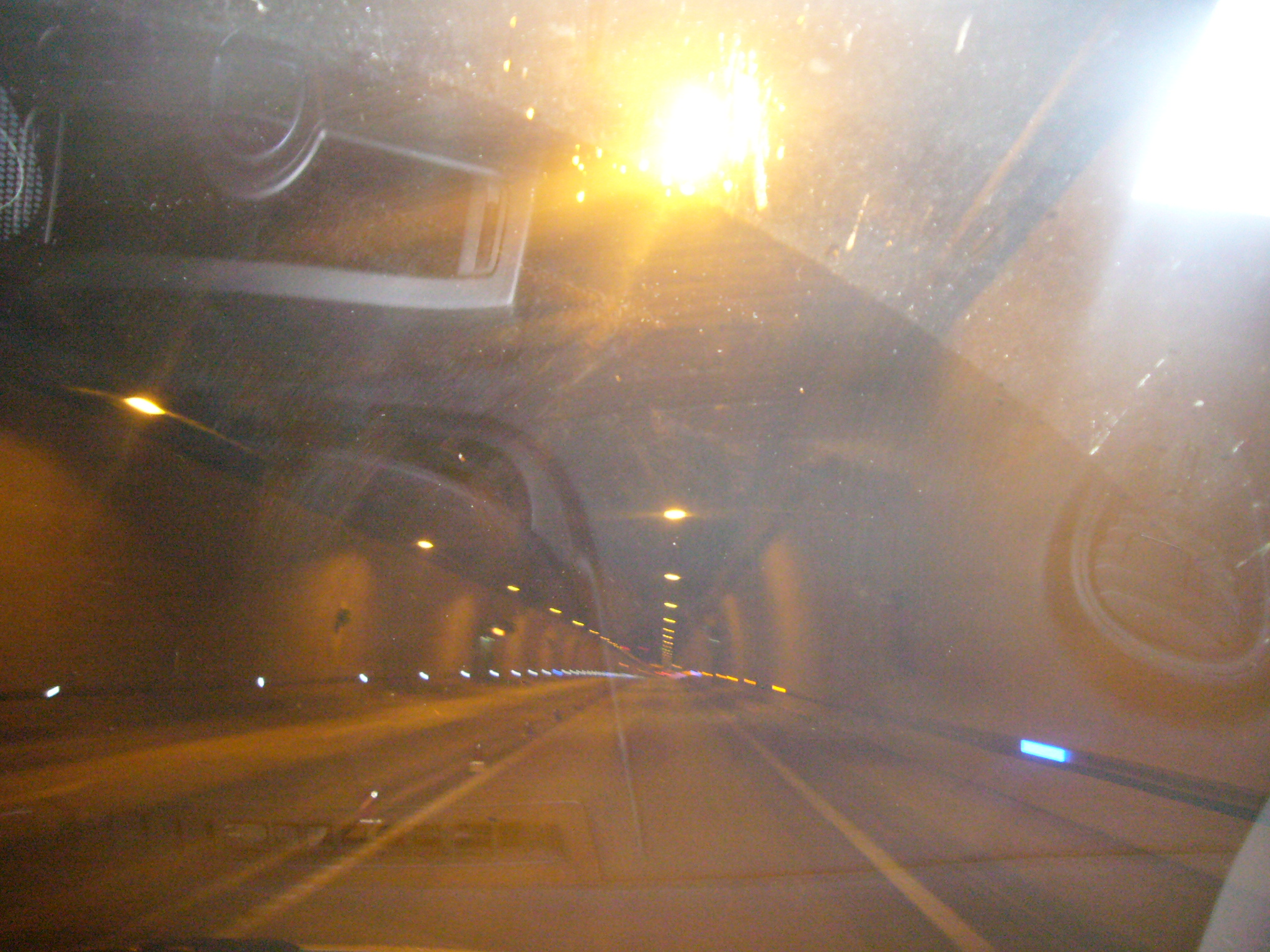
Imatge de 2011 de l'interior del nou túnel

El Túnel de Viella és un túnel situat al nord-oest de Catalunya que comunica les comarques de la Vall d'Aran i l'Alta Ribagorça. Forma part del traçat de la N-230 i consisteix en dos túnels paral·lels. El primer túnel, anomenat Túnel Alfons XIII en honor del rei Alfons XIII, fou inaugurat l'any 1948 i va ser el túnel de carretera més llarg del món, amb una longitud de 5240 metres, fins a l'any 1964, en què s'inaugurà el Túnel del Gran Sant Bernat. L'any 2007 es va inaugurar el nou túnel, anomenat Túnel Joan Carles I en honor del rei Joan Carles I, amb una longitud de 5230 metres, dos carrils de pujada en direcció sud i un de baixada en direcció nord. L'antic túnel actualment és usat pel transport de mercaderies perilloses i com a galeria d'emergència.
La boca sud del Túnel de Viella es troba a una altitud de 1.593 metres, al barranc de Molières, i la boca nord es troba a 1.396 metres, al Barranc deth Pòrt.

## Història
Abans del segle xx, un dels passos a peu per accedir a la Vall d'Aran venint de la Ribagorça era el Pòrt de Vielha, a 2.444m d'altura. Aquest fet convertia la Vall d'Aran en una comarca molt mal comunicada amb la resta de Catalunya, sobretot durant l'hivern, quan el fred feia que el Pòrt de Vielha no fos transitable, a banda del fet que era un camí estret de terra on cap mena de vehicle motoritzat no podia circular. A les proximitats de la boca sud s'hi trobava un hostal, anomenat Hospital de Viella, que era un lloc on acollien els viatgers que anaven cap a la Vall d'Aran, i que actualment encara dona servei.

## Construcció i projecte
El 1830, Pascual Madoz va tenir la idea de fer aquest túnel, atès que la Vall d'Aran gran part de l'any estava incomunicada. El mateix any dos enginyers francesos, Auriol i Partiot, van redactar el projecte. No fou fins a l'any 1926 aproximadament quan començaren les obres, que s'allargaren vint-i-dos anys. Les obres s'aturaren durant la Guerra Civil espanyola i es reprengueren en acabar, amb la participació de presoners de guerra del franquisme. El túnel fou perforat l'any 1941, si bé no fou inaugurat i obert al trànsit de vehicles fins a l'any 1948. L'obertura del túnel va permetre obrir una via de comunicació permanent amb Catalunya, tot i que el túnel a l'hivern havia de ser tallat en alguna ocasió per les grans nevades.

## Túnel en servei
El Túnel de Viella en el seu temps va ser el túnel de carretera més llarg del món, fins a l'any 1964 en què s'inaugurà el Túnel del Gran Sant Bernat, de 5854 metres, que connecta Suïssa amb Itàlia. A començament de la dècada de 1980 es va condicionar el túnel de Viella. Van construir un encofrat de formigó a les dues boques del túnel per evitar els forts corrents d'aire, es va canviar i millorar l'enllumenat, s'hi van col·locar unes plaques isolants a l'interior i es va tornar a asfaltar.
Durant les dècades de 1980 i 1990 va sofrir envelliment i un augment intens i progressiu del trànsit. El 1997 es va aprovar el projecte de desdoblament del túnel. El 1999, després de l'accident al Túnel del Mont Blanc que uneix França amb Itàlia, el projecte es va accelerar. L'any 2000 el túnel de Viella va ser considerat el més perillós d'Europa, atesa la deficiència de mesures de seguretat i emergència. El desdoblament del túnel va començar el gener de 2002. El 4 de desembre de 2007 s'inaugurà el nou túnel. L'antic túnel restà en desús, passant a ser usat com a galeria d'emergència, i a partir de juliol de 2011 també per al pas de mercaderies perilloses.

## Accidents
Aquest túnel ha sofert dos accidents; el primer, no tan greu, va succeir l'agost de 2003, i va mantenir de túnel dos dies tallat. El segon, l'11 de febrer de 2007, a la boca nord s'esfondrà 100 m de fals sostre, construït durant la dècada de 1980.

### Agost de 2003
La primera setmana d'agost de 2003 es va ensorrar una petita part del formigó al centre del túnel, baldament l'accident no va provocar ferits ni gaires danys. Aquest accident va ser produït per les voladures i filtracions d'aigua al túnel nou, i com a conseqüència el túnel va estar tancat durant dos dies.

### 11 de febrer de 2007
Aquest va ser el segon accident i el més important que ha sofert el túnel de Viella de la seva història. L'11 de febrer de 2007 a les cinc de la tarda aproximadament, es va esfondrar 100 m de fals sostre que s'havien construït a la boca nord els 1980; no hi va haver ferits, ans només va fer malbé un vehicle de les obres del nou túnel. Es va reobrir el 16 de febrer, cinc dies després de l'esfondrament.

## Nou túnel
El 1989 va sol·licitar-se l'estudi sobre el desdoblament del túnel; el 1994 va ser redactat l'avantprojecte, que fou aprovat definitivament el 1997, després de la declaració d'impacte ambiental (1996). El juliol de 2001 es van licitar les obres, i el gener de 2002 van començar. L'hivern 2005-2006 van estar paralitzades les obres, perquè s'havia de canviar tot el sistema de seguretat, atès que havien modificat la normativa. Aquest fet va fer endarrerir la inauguració del túnel, prevista per l'abril o març de 2006. El nou túnel, anomenat Túnel Joan Carles I, va ser inaugurat el 4 de desembre de 2007, amb un carril de baixada en direcció cap a Viella i dos carrils de pujada en direcció sud.